# Шапроде
Шапроде (њем. Schaprode) општина је у њемачкој савезној држави Мекленбург-Западна Померанија. Једно је од 42 општинска средишта округа Риген. Према процјени из 2010. у општини је живјело 517 становника. Посједује регионалну шифру (AGS) 13061036.

## Географски и демографски подаци
Шапроде се налази у савезној држави Мекленбург-Западна Померанија у округу Риген. Општина се налази на надморској висини од 3 метра. Површина општине износи 19,6 km². У самом мјесту је, према процјени из 2010. године, живјело 517 становника. Просјечна густина становништва износи 26 становника/km².